# 推移的集合
数学の集合論（必ずしもZFCではない一般の集合論）において、集合 A が推移的（英: transitive）であるとは、
- x ∈ A かつ y ∈ x、ならば y ∈ A

もしくは、同じ意味であるが
- x ∈ A かつ x がurelement (基本元素)でないなら x は A の部分集合

であることをいう。同様にクラス M が推移的であるとは、M の要素が全て M の部分集合であることをいう。

## 例
ジョン・フォン・ノイマンによる順序数の定義を用いると、順序数は遺伝的に推移的な集合として定義される
すなわち、順序数は推移的集合でその要素も全て推移的で(よって順序数でも)ある。
フォン・ノイマン宇宙 Vや 構成可能宇宙 L の構成の際に現れる
Vα や Lαといった全ての階層も推移的集合である。
宇宙 L と V もそれ自体推移的クラスである。

## 性質
集合 X が推移的であることは{\displaystyle \bigcup X\subseteq X}であることと同値である。
ここで{\displaystyle \bigcup X}は、Xの全ての要素(のうち集合であるもの)の和、すなわち
{\displaystyle \bigcup X=\{y|(\exists x\in X)y\in x\}}のことである。
X が推移的であるなら、{\displaystyle \bigcup X}も推移的である。
X と Y が推移的なら、X∪Y∪{X,Y}も推移的である。
一般的に、Xが全ての要素が推移的集合であるクラスならば、{\displaystyle X\cup \bigcup X}も推移的である。
urelementsを持たない集合Xが推移的であることはそれが自身の冪集合の部分集合となること、
すなわち{\displaystyle X\subset {\mathcal {P}}(X)}となることと同値である。
urelementsを持たない推移的集合の冪集合は推移的である.

## 推移閉包
集合Xの推移閉包はXを含む推移的集合の中で(包含関係の意味で)最小のもののことである。
集合Xが与えられたとして、Xの推移閉包は
{\displaystyle \bigcup \{X,\bigcup X,\bigcup \bigcup X,\bigcup \bigcup \bigcup X,\bigcup \bigcup \bigcup \bigcup X,...\}.}
である。つまり、これはX上の所属関係に関する推移閉包で関係づけられる全ての対象による集合である。

## 集合論における推移的モデル
有界な式によって定義された性質が推移的クラスに対して絶対的である
ということから、推移的クラスは集合論の中におけるinterpretationsの構成のためにしばしば用いられる。
これはいわゆる内部モデルと言われるものである。
推移的集合(クラス)が集合論のformal systemのモデルであることを
その理論の推移的モデルと言い表す。
推移性は式の絶対性を決定するのに重要な要因である。